# Landes-le-Gaulois
Landes-le-Gaulois is een gemeente in het Franse departement Loir-et-Cher (regio Centre-Val de Loire) en telt 582 inwoners (1999). De plaats maakt deel uit van het arrondissement Blois.

## Geografie
De oppervlakte van Landes-le-Gaulois bedraagt 24,5 km², de bevolkingsdichtheid is 23,8 inwoners per km².
De onderstaande kaart toont de ligging van Landes-le-Gaulois met de belangrijkste infrastructuur en aangrenzende gemeenten.

## Demografie
Onderstaande figuur toont het verloop van het inwonertal (bron: INSEE-tellingen).